# محمد راتب الداوود
محمد راتب الداود (12 أبريل 1992) لاعب كرة قدم أردني يلعب حاليا لصالح نادي الدرجة الأولى الحد البحريني في مركز الوسط المحوري من 2014 كما يجيد اللعب في مركز الوسط المدافع.

## العقد المالي
تبلغ قيمة شراء عقده السوقية 4100 دينار بحريني (حوالي 11 ألف دولار أمريكي) ويرتبط بعقد احترافي مع نادي الحد يحصل بموجبه على 675 دينار بحريني (1785 دولار أمريكي) شهريا.

## الإنجازات
- الدرجة الأولى (1): 2016
- كأس ملك البحرين (1): 2015

## روابط خارجية
- محمد راتب الداوود على موقع ناشيونال فوتبول تيمز (الإنجليزية)
- محمد راتب الداوود على موقع كووورة